# بازآیند
بازآیند (انگلیسی: Cadence) یک فیلم آمریکایی است که در سال ۱۹۹۰ منتشر شد و دربارهٔ یک زندانی نیروی زمینی ایالات متحده آمریکا در آلمان غربی در دههٔ ۱۹۶۰ میلادی است.

## بازیگران
- چارلی شین
- مارتین شین
- لارنس فیشبرن
- مایکل بیچ
- جیمز مارشال
- رامون استوز
- دان اس. دیویس
- روآرک کریچلوو
- لاکلین مونرو
- کریستوفر جاج
- مت کلارک
- اف. موری آبراهام